# 한세아
한세아(1988년 9월 6일 ~ )는 대한민국의 배우이다. 2014년 영화 《정사》에 주연으로 출연하며 배우로 데뷔하였다.

## 삶과 경력
한세아는 1988년 9월 6일 태어났다. 한세아는 쇼핑몰에서 영상 모델로 활동했으며, 여성 댄스팀 시크엔젤(Chic Angel)의 일원으로 활동하며 걸 그룹으로 데뷔를 준비했다. 그녀는 2012년 8월 코미디TV의 버라이어티 프로그램인 《두근두근 여보세요》 세번째 편(양상국이 출연한 편)에 잠깐 얼굴을 비추었고, 2013년에는 코미디언 김준호의 뮤직비디오 〈좀비〉에도 출연했다. 한세아는 이후 2014년 6월 브라질 월드컵 당시 서울 광화문 광장에서 길거리 응원하는 모습이 언론에 사진과 함께 몇 차례 소개되면서 처음 대중에게 알려졌다. 당시 언론은 그녀를 걸 그룹 시크에이의 ‘채아’로 소개하였다. 한세아는 같은 해 10월 개봉한 김정환 감독의 영화 《정사》에 주연인 가희 역으로 출연하며 배우로 데뷔하였다. 그녀는 영화 개봉 전 가진 인터뷰에서 “영화 《정사》 시나리오를 우연한 계기로 만났어요. 시나리오를 만나기 전, 그 당시에는 걸그룹을 준비하고 있었어요. 근데 정말 우연한 기회에 만났죠. 한 번도 여자 주인공을 생각해본 적도, 바란 적도 없었어요. 그런데 기회가 좋았죠.”라고 말하였다. 영화 《정사》는 주목을 받지 못하였으나, 한세아는 같은 해 11월 대종상영화제에 밧줄이 감긴 속이 비치는 붉은색 드레스를 입고 등장해 화제가 되었다.

## 출연 작품

### 영화
| 연도 | 제목             | 역할 | 비고 |
| ---- | ---------------- | ---- | ---- |
| 2014 | 정사             | 가희 |      |
| 2017 | 올리고당 더 무비 |      |      |

### 뮤직비디오
- 2013년 〈좀비〉 (김준호)